# Adolfo Antonio Suárez Rivera
Adolfo Antonio Suárez Rivera (ur. 9 stycznia 1927 w San Cristóbal de las Casas, zm. 23 marca 2008 w Monterrey) – meksykański duchowny katolicki, arcybiskup Monterrey, kardynał.

## Życiorys
Studiował w seminarium stanu Chiapas w San Cristóbal de las Casas, seminarium w Xalapa i seminarium w Montezuma (Nowy Meksyk, USA). Przyjął święcenia kapłańskie 8 marca 1952 w Rzymie. Uzupełniał studia w Rzymie na Papieskim Uniwersytecie Gregoriańskim i w Latynoamerykańskim Instytucie Katechetycznym w Santiago. Był dyrektorem duchowym i wykładowcą seminarium w Chiapas, sekretarzem kurii diecezjalnej w Chiapas, koordynatorem katolickich organizacji prorodzinnych i młodzieżowych oraz nauczania katechetycznego w diecezji; pełnił funkcję wikariusza generalnego Chiapas.
14 maja 1971 został mianowany biskupem Tepic, przyjął sakrę biskupią 15 sierpnia 1971 z rąk arcybiskupa Carlo Martiniego, delegata apostolskiego w Meksyku. W maju 1980 przeszedł na biskupstwo Tlalnepantla, a w listopadzie 1983 został arcybiskupem Monterrey. W 1994 pełnił także funkcję administratora apostolskiego sede vacante Ciudad Victoria. Brał udział w sesjach Światowego Synodu Biskupów w Watykanie.
Przewodniczący Konferencji Episkopatu Meksyku w latach 1988–1991 i 1991–1994.
26 listopada 1994 Jan Paweł II wyniósł go do godności kardynalskiej, nadając tytuł prezbitera Nostra Signora di Guadalupe a Monte Mario. Po osiągnięciu wieku emerytalnego (75 lat) Suárez Rivera zrezygnował z rządów archidiecezją Monterrey w styczniu 2003.
Ze względu na zły stan zdrowia nie uczestniczył w konklawe po śmierci Jana Pawła II w kwietniu 2005; w styczniu 2007 ukończył 80 lat i utracił prawo uczestnictwa w konklawe. Zmarł 23 marca 2008 w szpitalu w Monterrey.